# Ein Fall für zwei: Rotkäppchen
Rotkäppchen ist der Titel der 35. Episode der Krimiserie Ein Fall für zwei mit Günter Strack und Claus Theo Gärtner in den Hauptrollen.

## Handlung
Alice Abel wendet sich an den Privatdetektiv Josef Matula, um ihren Vater Gerd Hufschmidt aufzuspüren, den sie seit zwölf Jahren nicht mehr gesehen hat. Seit der Scheidung ihrer Eltern lebt sie mit ihren beiden Geschwistern bei der Mutter im dänischen Esbjerg. Sie gibt an, ihren Vater über den kürzlichen Tod seiner Exfrau informieren zu wollen. Es bestehen jedoch Anhaltspunkte, dass Hufschmidt vor etwa vier Jahren straffällig geworden sei und Deutschland daraufhin möglicherweise verlassen habe. Matula sucht zunächst den früheren Wohnsitz der Familie auf, wird jedoch nicht hereingelassen. Er versucht daraufhin, von einer Nachbarin Informationen zu erlangen. Diese entlarvt ihn jedoch als Spitzel und alarmiert die Polizei. Von den Beamten erfährt Matula, dass die Familie Wert auf Anonymität lege und die Nachbarn dazu angehalten seien, die Polizei über ungebetene Besucher in Kenntnis zu setzen.
Als der mit Matula befreundete Anwalt Dr. Renz den Namen des gesuchten Mannes erfährt, wird er hellhörig. Er habe mehrere Zivilprozesse gegen diesen geführt, ihn jedoch nie zu Gesicht bekommen, da er sich nach geschäftlichen Betrügereien mit einem beträchtlichen finanziellen Vermögen ins Ausland abgesetzt habe. Seine zahlreichen Unternehmensbestandteile in Deutschland habe er zum Schein an seine aus Nigeria stammende Geliebte Sheila Nkunga verkauft. Diese beklagt sich derweil bei ihrem Anwalt Dr. Zimmer, dass Hufschmidt seit drei Monaten keinen Kontakt mehr zu ihr aufgenommen habe. Unterdessen gibt Alice gegenüber Matula zu, dass ihr Vater sie kürzlich selbst angerufen und gebeten habe, nach Frankfurt am Main zu kommen.
Am Abend beobachten Matula und Alice ein Fahrzeug, das das Anwesen Sheila Nkungas verlässt. Sie verfolgen den Wagen bis zu einer Diskothek, in der Alice den Fahrer Dirk Pfeiffer anspricht. Es handelt sich bei ihm um einen Mitarbeiter von Nkunga. Alice verlässt die Diskothek kurz darauf gemeinsam mit Pfeiffer und fährt davon. Matula kann ihnen nicht folgen. Unterdessen versucht Dr. Renz, über Dr. Zimmer Kontakt zu Gerd Hufschmidt herzustellen. Wenige Tage später erhält Renz von Zimmer einen Brief, der angeblich über eine baldige Rückkehr Hufschmidts informiert. Matula wird von Renz beauftragt, Zimmer zu observieren.
Alice trifft sich mit Sheila Nkunga und spricht mit ihr über ihren Vater. Sheila zweifelt daran, dass Alice dessen Stimme nach so langer Zeit sicher erkannt haben könnte. In der Zwischenzeit dringt Matula heimlich in das Anwesen ein und belauscht ein Gespräch zwischen Sheila und Dr. Zimmer. Dieser drängt sie, einem Verkauf ihrer Unternehmensanteile zuzustimmen. Sheila widersetzt sich, da sie zunächst ein eindeutiges Lebenszeichen Hufschmidts abwarten möchte. Matula wird von Dirk Pfeiffer entdeckt, niedergeschlagen und bewusstlos vor dem Anwesen abgelegt.
Nach einem erneuten angeblichen Anruf ihres Vaters begibt sich Alice in die Lobby eines Hotels, wo laut Dr. Zimmer ein Treffen zwischen Gerd Hufschmidt und Dr. Renz stattfinden solle. Zimmer begleitet Renz zum Hotel. Matula beobachtet, wie Dirk Pfeiffer das Wohnhaus der Familie verlässt, offenbar im Auftrag Zimmers. Renz und Zimmer werden schließlich zum Frankfurter Flughafen geleitet, während Alice in das Haus ihrer Familie eindringt. Dort entdecken sie sowie der kurz darauf hinzustoßende Matula die Leiche von Sheila Nkunga und alarmieren die Polizei.
Am Tatort wird klar, dass Dr. Zimmer die Fahrt zum Flughafen als Ablenkungsmanöver inszeniert hatte, um ein Alibi für seinen Mord an Sheila Nkunga vorzutäuschen. Er gibt schließlich zu, dass er Hufschmidt zwei Monate zuvor tot in Panama aufgefunden habe. Infolgedessen habe er geplant, die Unternehmensanteile selbst an sich zu bringen.

## Hintergrund
Die Episode wurde überwiegend im Rhein-Main-Gebiet gedreht. Die Kulisse der Kanzlei von Dr. Renz befand sich im Hotel InterContinental Frankfurt. In der ersten Szene unmittelbar nach der Titelsequenz ist der Opernplatz in einer nach Südwesten ausgerichteten Kameraperspektive zu sehen, sodass im Hintergrund das aus zwei Gebäuden bestehende Deutsche-Bank-Hochhaus sowie der Lucae-Brunnen zu erkennen sind. Einzelne Szenen gegen Ende der Episode wurden im Terminal des Frankfurter Flughafens gedreht.